# Grevillea steiglitziana
Grevillea steiglitziana (лат.) — кустарник, вид рода Гревиллея (Grevillea) семейства Протейные (Proteaceae), эндемик Австралии, где встречается только в национальном парке Брисбен-Рэнджес в штате Виктория.

## Ботаническое описание
Grevillea steiglitziana — раскидистый кустарник высотой от 0,7 до 2 м. Цветки зеленовато-коричневые с красными стеблями появляются в период с сентября по январь (с начала весны до середины лета) в его естественном ареале.

## Таксономия
Впервые вид был официально описан Норманом Артуром Уэйкфилдом в журнале Victorian Naturalist в 1956 году. Видовой эпитет — по городу Штейглиц, штат Виктория.

## Распространение и местообитание
Grevillea steiglitziana — эндемик Австралии, где встречается исключительно в штате Виктория. Растёт в сухих склерофитовых лесах Брисбенских хребтов. Произрастает в национальном парке Брисбен-Рэнджес к западу от Мельбурна, который был поражён патогенным оомицетом Phytophthora cinnamomi в 1970-х годах. G. steiglitziana (наряду с такими видами, как Banksia marginata) была частью вторичного роста подлеска после того, как выросли более устойчивые растения, такие как травы и осока.

## Охранный статус
Вид внесён в список «Редких в Виктории» в Консультативном списке редких или находящихся под угрозой исчезновения растений Департамента устойчивого развития и окружающей среды Виктории. Международный союз охраны природы классифицирует природоохранный статус вида как «близкий к уязвимому положению».